# Morris Fourteen
La Fourteen è un'autovettura di medie dimensioni prodotta dalla Morris dal 1937 al 1939. Derivante dalla 12/4, sostituì la 15.9. La Fourteen era conosciuta anche come Morris 14/6.
Il modello possedeva un motore a sei cilindri in linea da 1.818 cm³ di cilindrata. Questo propulsore erogava una potenza di 48,3 CV. La velocità massima raggiunta dalla Fourteen era di 115 km/h.
Il modello era disponibile con un solo tipo di carrozzeria, berlina quattro porte. Nel 1939 la Fourteen venne tolta di produzione senza essere sostituita da nessun altro modello.